# Uncle Charlie & His Dog Teddy
| Recensione              | Giudizio |
| ----------------------- | -------- |
| AllMusic                |          |
| Dizionario del Pop-Rock |          |
| 24.000 dischi           |          |

Uncle Charlie & His Dog Teddy è il quinto album   del gruppo musicale statunitense Nitty Gritty Dirt Band, pubblicato nel novembre del 1970.
Dopo un breve scioglimento della band, avvenuto agli inizi del 1969, il gruppo si riforma nel giugno del 1969, con un cambiamento nell'organico: Chris Darrow (che intraprenderà la carriera solistica) viene sostituito da Jimmy Ibbotson.
L'album è considerato dai critici come l'inizio della maturazione artistica del gruppo (entra nuovamente nelle chart statunitensi) e contiene brani-covers firmate da: Michael Nesmith, Kenny Loggins, Randy Newman, Norman Petty, ma soprattutto spicca Mr. Bojangles (di Jerry Jeff Walker), che fa volare il brano nella Top Ten statunitense riservata ai singoli.
Sono presenti nella tracklist anche due brevi interviste (la prima datata aprile 1964, registrata da William E. McEuen) dell'anziano folkisinger Uncle Charlie e del suo cane ululante Dog Teddy.

## Tracce

### LP
(1970, Liberty Records, LST-7642)
Lato A
1. Some of Shelly's Blues – 3:12 (Mike Nesmith)
2. Prodigal's Return – 3:16 (Kenny Loggins, Dan Lottermoser)
3. The Cure – 2:11 (Jeff Hanna)
4. Travelin' Mood/Chicken Reel – 3:34 (James Waynes/Tradizionale; arr. e adatt. di Walter McEuen)
5. Yukon Railroad – 2:20 (Ken Loggins, Dan Lottermoser)
6. Livin' without You /Clinch Mountain Backstep – 4:14 (Randy Newman/Ruby Rakes)
7. Rave On – 2:50 (Norman Petty)
8. Billy in the Low Ground – 1:14 (Tradizionale; arr. e adatt. di Les Thompson)

Durata totale: 22:51
Lato B
1. Jesse James/Uncle Charlie Interview – 3:16 (Tradizionale/-)
2. Mr. Bojangles – 3:34 (Jerry Jeff Walker)
3. Opus 36, Clementi (John) – 1:37 (Tradizionale; arr. e adatt. di Walter McEuen)
4. Santa Rosa – 2:21 (Kenny Loggins)
5. Propinquity – 2:18 (Mike Nesmith)
6. Uncle Charlie/Randy Lynn Rag – 3:32 (Jimmy Fadden/Earl Scruggs)
7. House at Pooh Corner – 2:37 (Kenny Loggins)
8. Swanee River/Uncle Charlie Interview #2 - The End/Spanish Fandango – 3:10 (Tradizionale; arr. e adatt. di Jimmy Fadden)

Durata totale: 22:25

### CD
(2021, Capitol Records, UICY-79460)
1. Some of Shelly's Blues – 3:11 (Mike Nesmith)
2. Prodigal's Return – 3:10 (Kenny Loggins, Dan Lottermoser)
3. The Cure – 2:10 (Jeff Hanna)
4. Travelin' Mood – 2:38 (James Waynes)
5. Chicken Reel – 0:55 (Tradizionale; arr. e adatt. di Walter McEuen)
6. Yukon Railroad – 2:15 (Ken Loggins, Dan Lottermoser)
7. Livin' without You – 2:00 (Randy Newman)
8. Clinch Mountain Backstep – 2:30 (Ruby Rakes)
9. Rave On – 2:55 (Norman Petty)
10. Billy in the Low Ground – 1:11 (Tradizionale; arr. e adatt. di Les Thompson)
11. Jesse James – 0:50 (Tradizionale)
12. Uncle Charlie Interview – 1:38
13. Mr. Bojangles – 3:36 (Jerry Jeff Walker)
14. Opus 36 – 1:41 (Tradizionale; arr. e adatt. di Walter McEuen)
15. Santa Rosa – 2:23 (Kenny Loggins)
16. Propinquity – 2:18 (Mike Nesmith)
17. Uncle Charlie – 1:47 (Jimmy Fadden)
18. Randy Lynn Rag – 1:47 (Earl Scruggs)
19. House at Pooh Corner – 2:37 (Kenny Loggins)
20. Swanee River – 0:36 (Tradizionale; arr. e adatt. di Jimmy Fadden)
21. Uncle Charlie Interview #2 /The End/Spanish Fandango – 2:35 (-/Tradizionale; arr. e adatt. di Jimmy Fadden)
22. Mississippi Rain – 3:06 (Dan Lottermoser) – Traccia bonus
23. What Goes On – 2:12 (John Lennon, Paul McCartney, Richard Starkey) – Traccia bonus

Durata totale: 50:01

## Formazione

### Gruppo
- Les Thompson – basso elettrico, mandolino, chitarra elettrica, voce
- Jimmie Fadden – chitarra acustica solista, chitarra elettrica solista, armonica, bidofono, voce
- Jeff Hanna – chitarra ritmica acustica, chitarra ritmica elettrica, batteria, washboard, percussioni, voce
- Jim Ibbotson – chitarra ritmica acustica, chitarra elettrica solista, pianoforte elettrico, batteria, congas, accordion, voce
- John McEuen – banjo, mandolino, chitarra acustica, accordion

### Altri musicisti
- Bill Cunningham – non accreditato/i strumento/i suonato/i
- Maurice Manseau II – non accreditato/i strumento/i suonato/i
- Jim Gordon – non accreditato/i strumento/i suonato/i
- Mike Rubini, – non accreditato/i strumento/i suonato/i
- John London – non accreditato/i strumento/i suonato/i
- Byron Berline – non accreditato/i strumento/i suonato/i
- Russ Kunkel – non accreditato/i strumento/i suonato/i

### Produzione
- William E. McEuen – produzione
- Mike Denecke, Dino Lappas, Bruce Kennedy, Ken Deane – ingegneri delle registrazioni
- Dean O. Torrence/Kittyhawk Graphics – design copertina album originale
- Woody Woodward – direttore grafico esecutivo
- William E. McEuen – foto copertina album originale[7]

## Classifica
Album
| Anno | Classifica    | Posizione raggiunta |
| ---- | ------------- | ------------------- |
| 1971 | Billboard 200 | 66                  |

Singoli
| Anno | Titolo del brano       | Classifica | Posizione raggiunta |
| ---- | ---------------------- | ---------- | ------------------- |
| 1971 | Mr. Bojangles          | Hot 100    | 9                   |
| 1971 | House at Pooh Corner   | Hot 100    | 53                  |
| 1971 | Some of Shelly's Blues | Hot 100    | 64                  |